# 낙서초등학교 (경남)
낙서초등학교는 대한민국 경상남도 의령군 낙서면 정곡리에 있는 공립 초등학교이다.

## 학교 연혁
- 1929년 10월 10일 낙서공립보통학교 설립 개교(낙서면 낙서로 507-14)
- 1938년 4월 1일 낙서공립심상소학교로 개칭
- 1941년 4월 1일 낙서공립국민학교로 개칭
- 1983년 3월 10일 병설유치원 개원
- 1994년 3월 1일 정동분교장 편입
- 1996년 3월 11일 낙서초등학교로 개칭
- 1999년 3월 1일 정동분교장 통폐합(현 위치 이전)
- 2010년 10월 13일 학교·마을 도서관 『슬기샘』 개관
- 2020년 3월 1일 제34대 송순옥 교장 부임
- 2022년 2월 28일 제88회 졸업(총2,492명)

## 학교 상징
- 교화 - 장미 : 사랑과 정열의 상징. 끊임없는 노력의 결실. 생명과 굳은 약속. 긍지,겸속,고결,이성
- 교목 - 느티나무 : 안정,평화,전통,믿음 위용,품의 및 장중한 기상 동구,향토애,장수의 상징 늙고 죽어서도 이름을 떨침

## 참고 자료
- 낙서초등학교 - 한국교육학술정보원 학교알리미